# Palaeoagaracites antiquus

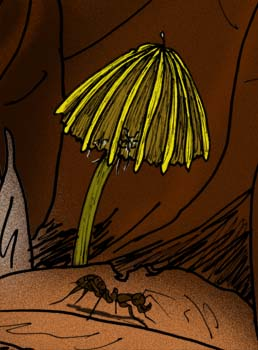
Uma reconstrução artística de Paleoagaricites antiquus e Mycetophagites atrebora.

Paleoagaracites é um gênero extinto de fungos monotípicos da ordem Agaricales. Ele contém a espécie única Paleoagaracites antiquus.
O gênero é conhecido apenas do Cretáceo Inferior, estágio Albiano Superior (cerca de 100 Ma ), depósitos de âmbar birmanês em Mianmar. Paleoagaracites é uma das cinco espécies de fungos agáricos conhecidas no registro fóssil, a mais antiga a ser descrita e o único gênero do âmbar birmanês.